# Donna Kei Benz
Pour les articles homonymes, voir Benz.
Donna Kei Benz est une actrice américaine d'origine japonaise née le 20 octobre 1947 à Hawaï.

## Biographie
Donna Kei Benz est active dans les années 1970 et 1980. Eurasienne, elle apparaît  dans quelques séries télévisées et, au cinéma, dans des petits rôles ou, plus ou moins dénudée, dans des films de genre (horreur ou action).
Elle est parfois créditée sous le nom Donna K Benz, Donna Benz ou Donna Benz Goodley.

## Filmographie
- Hawaï police d'État (Hawaii Five-O), série télévisée : 3 épisodes :
  - 1969 : saison 2, épisode 8, Le Manteau de plumes (King Kamehameha Blues)
  - 1970 : saison 3, épisode 10, Le Voleur de Monopoly (Over Fifty ? Steal)
  - 1978 : saison 10, épisode 19, La Guerre a une fin (When Does a War End ?)

- 1971 : Les Arpents verts (Green Acres), série télévisée : épisode Hawaiian Honeymoon
- 1973 : Murdock's Gang, téléfilm
- 1978 : Crash, téléfilm sur l'accident du Vol 401 Eastern Air Lines de 1972

- 1979 : Pour l'amour du risque (Hart to Hart), série télévisée : saison 1, épisode 12, L'Homme aux yeux de jade (The Man with the Jade Eyes) (sous le nom de Shana Li)
- 1979 : Sloane, agent spécial (A Man Called Sloane), série télévisée : épisode 2, The Seduction Squad
- 1979 : Mandrake, téléfilm

- 1980 : Faut s'faire la malle (Stir Crazy), de Sidney Poitier
- 1981 : Looker, de Michael Crichton

- 1982 : À armes égales (The Challenge), de John Frankenheimer
- 1982 : Chips, série télévisée : épisode Force Seven
- 1982 : Quincy (Quincy M.E.), série télévisée : saison 8, épisode 10, Sword of Honor, Blade of Death

- 1985 : Prière pour un tueur (Pray for death), de Gordon Hessler
- 1986 : Moon in Scorpio, de Gary Graver